# Luigi Serafini (kardinal)
Luigi Serafini (1808. – 1894.) bio je talijanski biskup i kardinal.
Dodijeljen mu je 20. ožujka 1877. kardinalski naslov hrvatske crkve svetog Jeronima u Rimu. Naslov je zadržao do 1. lipnja 1888. kada je optirao za za biskupiju Sabinu.

### Članci
- Bogdan, Jure. 2005. Hrvatska crkva svetog Jeronima u Rimu i njezini kardinali naslovnici. Crkva u svijetu. Sveučilište u Splitu - Katolički bogoslovni fakultet. Split. 40 (2): 187–205